# Museo d'arte sacra Don Roberto Corvini
Il Museo d'arte sacra "Don Roberto Corvini" o Museo dell'Abbazia San Salvatore, nel comune di Abbadia San Salvatore in provincia di Siena. È una struttura allestita all'interno dell'ala est del chiostro dedicato alla conservazione ed esposizione dei tesori dell'abbazia San Salvatore ed al suo interno sono presenti pezzi unici che testimoniano il patrimonio del monastero stesso.

Tra i pezzi più importanti un cofanetto-reliquiario scoto-irlandese dell'VIII secolo, il reliquiario a forma di busto di san Marco papa (di Mariano D'Agnolo Romanelli) in bronzo dorato e realizzato nel 1381, la casula attribuita a san Marco Papa del VIII-VIII secolo ed altri reliquiari in artistico legno dorato ed un pavimento senese di maiolica datato XV secolo già della chiesa della Madonna del Castagno.